# کارو (کومونه)
کارو (به ایتالیایی: Carro) یک کومونه در ایتالیا است که در استان لا اسپتزیا واقع شده‌است.

## خصوصیات
کارو ۵٬۰۰۰ کیلومترمربع مساحت و ۶۵۰ نفر جمعیت دارد.